# Forcipomyia costata
Forcipomyia costata är en tvåvingeart som först beskrevs av Zetterstedt 1838.  Forcipomyia costata ingår i släktet Forcipomyia, och familjen svidknott. Arten är reproducerande i Sverige.